# Beyond (groupe)
Pour les articles homonymes, voir Beyond.
Beyond est un groupe de rock formé à Hong Kong en 1983. La réputation du groupe s'est rapidement répandue à travers Hong Kong, Taiwan, du Japon, de Singapour, et de la Malaisie. Ils étaient également très populaires en Chine continentale. Le groupe a été, et est encore, largement considéré comme le groupe de rock le plus influent et populaire de la musique chinoise. En 1993, le fondateur et chanteur du groupe, "Koma" Wong Ka-kui (黄家驹), décède à la suite d'une chute accidentelle au Japon. Malgré la mort de Ka-Kui, Beyond continua à se produire en live et à enregistrer des albums studio. En 2005, les membres restants Paul Wong (黃貫中), Wong Ka-keung (黃家強), et Yip Sai-Wing (葉世榮) ont décidé de poursuivre leur carrière en solo, et le groupe Beyond fut officiellement dissous à la suite d'une dernière série de concerts baptisés "Beyond, the story live".

## Discographie

### Albums (Cantonais)
- 1986.04-再見理想 (Goodbye Faith, aka Goodbye Ideal)
- 1987.07-亞拉伯跳舞女郎 (Arabian Dancing Girl)
- 1988.03-現代舞台 (Modern Stage)
- 1988.09-秘密警察 (Secret Police)
- 1989.07-Beyond IV
- 1989.12-真的见证 (The Real Testament)
- 1990.09-命運派對 (Party Of Fate)
- 1991.09-犹豫 (Deliberate)
- 1992.08-繼續革命 (Continue The Revolution)
- 1993.05-樂輿怒 (Rock 'N' Roll)
- 1994.06-二樓後座 (2nd Floor Back Suite)
- 1995.06-Sound
- 1997.04-請將手放開 (Please Let Go Of Your Hands)
- 1997.12-驚喜 (Surprise)
- 1998.12-不見不散 (Until You Arrive)
- 1999.11-Good Time

### Albums (Mandarin)
- 1990.09-大地 (The Earth)
- 1991.04-光輝歲月 (The Glorious Years)
- 1992.12-信念 (Belief)
- 1993.09-海闊天空 (Sea & Sky)
- 1994.07-Paradise
- 1995.10-愛與生活 (Love & Life)
- 1998.02-這裡那裡 (Here And There)

### Albums (Japonais)
- 1992.09-超越 (Beyond)
- 1993.07-This Is Love 1
- 1994.07-Second Floor

### EP & Singles
- 1987.01-永遠等待 (Forever Waiting)
- 1987.08-新天地 (New World)
- 1987.09-孤單一吻 (Solitary Kiss)
- 1989.04-四拍四 (4 Beat 4)
- 1990.05-战胜心魔 (Overcoming The Devil Inside)
- 1990.06-天若有情电影歌曲 (A Moment Of Romance - Movie Songs)
- 1992.12-無盡空虛 (Endless Emptiness)
- 1996.02-Beyond 的精彩 (Wonderful Beyond)
- 1998.07-Action
- 1999-Love Our Bay (Beyond & Funky Sueyoshi)
- 2003.04-Together

### Live Albums
- 1985-Super Live 1985
- 1986.08-台北演唱会 (Live In Taipei)
- 1987.10-超越亞拉伯演唱會 (Arab Concert)
- 1988.10-Live 88
- 1988.10-北京演唱會 1988 (Beijing Concert)
- 1991.12-Live 1991
- 1993.12-Words & Music - Final Live With Ka Kui
- 1996.05-Live & Basic
- 2001.12-Good Time Live Concert 1999
- 2003-20th Anniversary 2003 Live
- 2005.04-Beyond The Story Live 2005

### Compilations
- 1993.08-遙望黃家駒不死音樂精神 - 特別紀念集 92-93 (Special Commemorate Of Wong Ka Kui)
- 1995.05-遙かなる夢 Far Away 1992～1995
- 2000.01-Millennium
- 2005.01-Beyond The Ultimate Story
- 2008.03-Beyond 25th Anniversary
- 2013.07-Beyond 30th Anniversary
- 2015.06-The Legend
- 2015.06-The Stage

## Filmographie
- The Banquet (1991) (cameo)
- Beyond's Diary (Beyond日記之莫欺少年窮) (1991)
- Les Tortues Ninja (Teenage Mutant Ninja Turtles, 1990) (doublages cantonais)
- Happy Ghost IV (1989)